# SummerSlam (2011)
SummerSlam 2011 a fost cea de-a douozecișipatra ediție a pay-per-view-ului anual SummerSlam organizat de World Wrestling Entertainment. Evenimentul a avut loc pe 14 august 2011 și a fost găzduit de Staples Center în Los Angeles, California. Sloganul oficial a fost "Rip It Up" de la Jet.

## Rezultate
- Dark Match: Dolph Ziggler (însoțit de Vickie Guerrero) l-a învins pe Alex Riley
- Kofi Kingston, John Morrison & Rey Mysterio i-au învins pe The Miz, R-Truth & Alberto del Rio (11:54)
  - Mysterio l-a numărat pe Truth după un "619" și un "Springboard Splash".
- Mark Henry l-a învins pe Sheamus prin count out (9:23)
  - Sheamus a fost descalificat că nu s-a întors în ring după ce Henry a dărâmat bariera de protecție cu el.
- Kelly Kelly (însoțită de Eve Torres) a învins-o pe Beth Phoenix (însoțită de Natalya) păstrându-și titlul WWE Divas Championship (6:37)
  - Kelly a numărato pe Phoenix după ce a întors un "Glam Slam" într-un "Victory Roll".
- Wade Barrett l-a învins Daniel Bryan (12:08)
  - Barrett l-a numărat pe Bryan după un "Wasteland".
- Randy Orton l-a învins pe Christian într-un No Holds Barred Match câștigând titlul WWE World Heavyweight Championship (27:48)
  - Orton l-a numărat pe Christian după un "RKO" în aer pe scarile metalice.
- Campionul WWE CM Punk l-a învins pe Campionul WWE John Cena într-un Title Unification Match (cu Triple H arbitru special) devenind campionul WWE incontestabil (26:14)
  - Punk l-a numărat pe Cena după un "Go To Sleep".
  - În timpul numărători, Cena avea un picior pe coardă dar Triple H nu l-a văzut.
  - După meci, Kevin Nash i-a aplicat un "Jackknife Powerbomb" lui Punk.
- Alberto del Rio l-a învins pe CM Punk câștigând titlul WWE Championship (00:12)
  - Del rio l-a numărat pe Punk după un "Step-Up Enzuigiri".
  - Del rio și-a folosit contractul RAW Money in the Bank.